# Bradysia sordida
Bradysia sordida är en tvåvingeart som först beskrevs av Zetterstedt 1838.  Bradysia sordida ingår i släktet Bradysia och familjen sorgmyggor.
Artens utbredningsområde är Finland. Inga underarter finns listade i Catalogue of Life.